# Pseudotrochalus concolor
Pseudotrochalus concolor är en skalbaggsart som beskrevs av Hermann Julius Kolbe 1883. Pseudotrochalus concolor ingår i släktet Pseudotrochalus och familjen Melolonthidae. Inga underarter finns listade i Catalogue of Life.